# Francisco Fernández de la Cueva
Francisco Fernández de la Cueva (Barcelona, 1619 – Madrid, 27 maart 1676) was militair in het Spaanse leger. Hij was Hertog van Alburqurque, Markies van Cuéllar en graaf van Ledesma en Huelma. Later werd hij ook benoemd tot onderkoning van Nieuw-Spanje, en Sicilië.

## Biografie
Francisco Fernández de la Cueva werd in Barcelona geboren in een van de rijkste aristocratische families van het land. Door de invloed van zijn familie aan het hof van Filips IV van Spanje werd De La Cueva in 1653 tot onderkoning van Nieuw-Spanje benoemd. Hij trouwde daar met Juana de Armendáriz, de dochter van een voorganger van hem.
Onder zijn bewind werd er veel met de Aziatische gebieden aan de overkant van de oceaan gehandeld. Hij stichtte enkele nieuwe steden en versterkte verschillende forten. Tijdens een bezoek aan de kathedraal van Mexico-Stad werd er een aanslag op hem gepleegd door een 19-jarige Spaanse soldaat. De la Cueva wist de aanslag te overleven en de soldaat werd nog de volgende dag opgehangen.
In september 1660 keerde hij terug in Spanje. Hij werd door Philips IV eerst aangesteld tot admiraal over de Spaanse vloten. Acht jaar later werd hij benoemd tot onderkoning van Sicilië en vervulde die functie twee jaar lang. In 1676 stierf hij te Madrid.